# Kuonojärvi
Kuonojärvi är en sjö i kommunen S:t Michel i landskapet Södra Savolax i Finland. Sjön ligger 78,5 meter över havet. Arean är 1,41 kvadratkilometer och strandlinjen är 13,2 kilometer lång. Sjön  ingår i Vuoksens huvudavrinningsområde.   Den ligger omkring 21 kilometer söder om S:t Michel och omkring 200 kilometer nordöst om Helsingfors. 
I sjön finns ön Pienetsaaret. Kuonojärvi ligger väster om Louhivesi. 